# Big Bad Wolves
Big Bad Wolves (hebreo: מי מפחד מהזאב הרע, Mi mefakhed mehaze'ev hara, traducción directa: "Quién está asustado del lobo malo") es una comedia negra israelí de terror-thriller del año 2013 escrita y dirigida por Aharon Keshales y Navot Papushado. Fue la selección oficial del Festival de Cine de Tribeca.

## Argumento
En algún lugar en Israel, tres niños juegan al escondite en el bosque. Una de las niñas se esconde en el armario en una casa abandonada, donde es secuestrada por un perpetrador desconocido. Dror, un profesor de escuela, es sospechoso del delito y es arrestado por la policía. Es sometido a tortura por un equipo policial dirigido por Micki para que revele la ubicación de la chica desaparecida. Este episodio es grabado por un chico y subido a YouTube.
Una llamada anónima dirige a la policía hasta la ubicación del cuerpo de la chica en un campo. Ha sido sexualmente asaltada y falta su cabeza. Según la ley judía, un judío debe ser enterrado como nació - completo con todo sus miembros y órganos. Micki es posteriormente despedido de la policía, pero planea secuestrar a Dror para extraer una confesión y así limpiar su nombre. El caso es entregado a otro agente policial, Rami. El padre de la chica, Gidi, un militar retirado, también sospecha de la implicación de Dror y planea secuestrarle. 
Dror es secuestrado por Micki pero más tarde ambos son secuestrados por Gidi y llevados a una casa abandonada en medio de una área rodeada por pueblos árabes. Allí, Micki y Gidi hacen turnos para torturar a Dror, hasta que convence a Micki de que después de todo puede ser inocente. Gidi, un curtido veterano, no cae en el truco y desarma y ata a Micki en su sótano. Al enterarse de la historia inventada de que Gigi está enfermo, su padre va a visitarle mandado por su mujer con sopa caliente y accidentalmente encuentra a los dos cautivos en el sótano. Su padre, un veterano del ejército, decide ayudar a su hijo a localizar la cabeza de su nieta.
Micki—quien tiene en su posesión un clavo oxidado—le pide a Dror que mienta sobre la ubicación de la cabeza de la chica a fin de ganar tiempo y huir. Gidi abandona la casa para localizar la cabeza de su hija y Micki logra escapar y sale a buscar ayuda. Hace una llamada desde el teléfono de un árabe montado a caballo al departamento policial, donde se entera de que su hija ha desaparecido. Gidi no halla la cabeza por lo que regresa y comienza a cortar la cabeza de Dror con una sierra. Micki llega a la casa e intenta sonsacar a Dror la ubicación de su hija pero Dror muere antes de que pueda responder.
En la escena final, el agente Rami, quién está investigando el caso, es mostrado inspeccionando la casa de Dror para encontrar pistas. No encuentra nada y abandona la casa. La hija de Micki aparece inconsciente detrás de una pared falsa.

## Reparto
- Lior Ashkenazi es Micki.
- Tzahi Grad es Gidi.
- Doval'e Glickman es Yoram, padre de Gidi.
- Rotem Keinan es Dror, un profesor de escuela.
- Guy Adler es Eli, un policía.
- Dvir Benedek es Tsvika, el comisario de policía.
- Gur Bentwich es Shauli, un policía.
- Nati Kluger es Eti, una agente inmobiliaria.
- Kais Nashif es un hombre a caballo.
- Menashe Noy es Rami, el jefe de Miki.
- Rivka Michaeli es la mujer de Yoram.

## Estreno
La película se estrenó en Israel el 15 de agosto de 2013 y en otros cines en las fechas abajo expuestas.
| País        | Fecha de estreno      | Festival o Distribuidor                   |
| ----------- | --------------------- | ----------------------------------------- |
| U.S.A       | 21 de abril de 2013   | Festival de cine de Tribeca               |
| U.S.A       | 4 de mayo de 2013     | Festival de cine de Stanley               |
| Canadá      | 26 de julio de 2013   | Festival de cine internacional Fantasia   |
| Israel      | 15 de agosto de 2013  |                                           |
| Reino Unido | 26 de agosto de 2013  | Film4 Frightfest                          |
| Alemania    | 27 de agosto de 2013  | Fantasy Filmfest                          |
| EE. UU.     | 11 de octubre de 2013 | Festival de cine Internacional de Chicago |
| España      | 20 de octubre de 2013 | Festival de Cine de Sitges                |

### Recepción crítica
La película ha recibido mayoritariamente críticas positivas, con un 78% de aprobación en Rotten Tomatoes.
Quentin Tarantino la llamó la mejor película de 2013.

### Reconocimientos
- Festival de cine de Tribeca: Selección Oficial
- Festival de cine de Stanley: Selección Oficial
- Premios Saturn: Ganadora – Mejor Película Internacional

## Banda sonora
La música para Big Bad Wolves fue compuesta por el compositor israelí Frank Ilfman, quién anteriormente había trabajado junto con los directores en Rabies. La música fue grabada en los Estudios Air Lyndhurst el 23 de diciembre de 2012 con la orquesta Metropolitana de Londres conducida por el orquestador Matthew Slater. La banda sonora ha sido lanzada digitalmente y en CD por MovieScore Media y Kronos Records.